# مرض مهني
المرض المهني هو مرض يصيب الفرد نتيجةً لطبيعة عمله أو نشاطه المهني، حيث يعرف المرض عند انتشاره في بيئة عمل محددة مُقارنة بالمحيط السكاني العام أو ببيئة عمل أخرى. يمكن للإصابة أن تكون ناتجة عن التعرض لعوامل ضارة مختلفة، قد تكون كيميائية، فيزيائية، بيولوجية، مسرطنة أو مشعة. وخلافًا لإصابة العمل التي تكون ناتجة بالعادة عن وقوع حادث لمرة واحدة، فإن المرض المهني عادة ما يكون ناتجا عن التعرض الدائم والمتكرر لمسبب الضرر على امتداد فترة زمنية معينة.
يطلق اسم العدوى المهنية على الإصابة بالأمراض المعدية التي يسببها ممرض ميكروبي.

## أمثلة
- داء الاسبست الرئوي: يُصيب عمال المناجم نتيجة لاستنشاق مادة الاسبست[2]، التي تدخل إلى الشعب الهوائية، مما يؤدي للإصابة بالالتهاب الرئوي المزمن. كما أن استمرار التعرض لهذه المركبات مستقبلاً، قد يؤدي للإصابة بورم المتوسطة وهو نوع معين من السرطان يصيب غشاء الرئتين.[3]
- مرض الرئة السوداء: يصيب عمال مناجم الفحم.[2]
- الأمراض الجلدية المهنية: كالأكزيما، وتسببها المواد الكيميائية والبيئة الرطبة لليدين لفترات طويلة اثناء العمل. ومن الفئات الأكثر عُرضة لهذا النوع من الامراض مُصففي الشعر، فنيي الرعاية الصحية، العاملون على الآلات المعدنية، إضافة إلى عمال المطبوعات.[2]